# Осада Торуня (1703)
Осада Торуня (польск. Oblężenie Torunia) шведскими войсками во время Северной войны — часть кампании 1703 года шведского короля Карла XII в ходе Польского похода. Взятие крепости фактически отдало Карлу XII под контроль всю Польшу.

## Предыстория
Инициированная в 1700 году Северным альянсом (см. Преображенский договор) война против молодого шведского короля Карла XII, однако, началась не так, как ожидалось: смелым рейдом под стены Копенгагена Карл XII вывел Данию из войны, затем высадился в Эстляндии и нанёс сокрушительное поражение русской армии при Нарве, после чего двинулся против саксонского курфюрста и польского короля Августа II и после битвы на Двине отбросил того от Риги.
В 1702 году Карл XII продолжал действовать против Августа II, имея целью его свержение и воцарение в Речи Посполитой прошведского кандидата, и занял Варшаву, прошёл всю Польшу, затем нанёс поражение саксонской армии Августа II при Клишове близ Кракова. Однако стратегическая цель кампании не была достигнута.
В 1703 году Август II собрал новую армию севернее Варшавы. Покинув зимние квартиры в районе Кракова, Карл XII выдвинулся к Варшаве и нанёс поражение саксонскому корпусу фельдмаршала А. Г. фон Штейнау при Пултуске, после чего приступил к осаде крепости Торунь.

## Осада
Горожане Торуня оставались верными королю Августу II. Польский король оставил саксонский гарнизон в Торуне, который тогда был сильной крепостью. К началу осады гарнизон крепости (под началом саксонского генерал-майора К. Г. фон Каница) насчитывал 6000 человек. Артиллерия гарнизона составляла 43 бронзовых и 46 железных орудий, 5 гаубиц и 9 мортир.
Шведский авангард подошёл к крепости 24 мая, основная армия шведского короля (26 000 человек) — 26 мая и начала четырехмесячную блокаду. Поначалу шведская армия имела только полевую артиллерию, которая никак не могла повредить крепостным стенам, но позволила блокировать город. За это время шведы собрали необходимую артиллерию и вырыли полевые укрепления вокруг крепости.
Только 24 сентября, после прибытия осадной артиллерии, началась бомбардировка города. С 24 сентября по 9 октября город подвергался постоянному обстрелу. Пострадали наиболее характерные здания — ратуша, двор Артуса, церковь Св. Яна; в городе бушевали пожары. К этому времени число активных защитников крепости сократилось до 1300—1600 человек, так как распространялись болезни и свирепствовал голод.
Так как ожидаемого подкрепления не последовало, 7 октября начались переговоры о сдаче, и 14 октября крепость капитулировала. Шведы засыпали рвы, взорвали элементы укреплений Торуни: барбаканы — Староторунский и Хелминьский, угловые бастионы и часть стен.

## Результаты
21 ноября Карл XII покинул Торн, предварительно разрушив все оборонительные укрепления. Он направился к крепости Эльбинг, которая поспешила сдаться. Также под контроль шведов перешли другие польские крепости (Данциг, Познань). Таким образом, в руках у шведов оказалась почти вся Польша, а все саксонские войска покинули страну.